# Asperge de Rommel

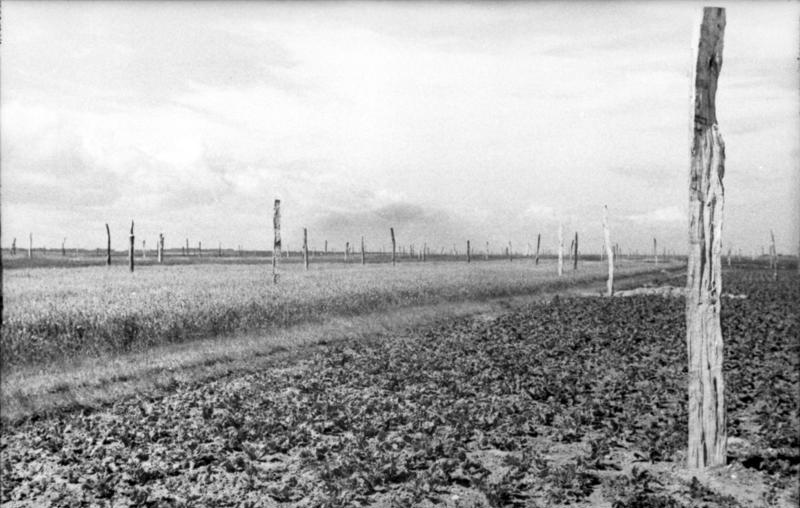
Asperges de Rommel en France en 1944.

Les asperges de Rommel (en allemand : Rommelspargel) est le nom donné aux pieux de bois de 4 à 5 mètres de longueur, plantés par les Allemands pendant la Seconde Guerre mondiale dans les champs et autres terrains plats en arrière des littoraux français, belge et néerlandais de la Manche et de la mer du Nord. 
Portant le nom du maréchal Rommel qui avait conçu ce dispositif de défense, leur objectif était d'empêcher les planeurs d'atterrir et que les troupes aéroportées alliés puissent aider au débarquement dans le Nord-Ouest de l'Europe en prenant à revers les défenses littorales et/ou en freinant l'arrivée d’éventuelles troupes allemandes de soutien.
On estime à un million le nombre d'asperges plantées dans les champs. Elles s'ajoutaient à d'autres obstacles implantés par les Allemands et l'organisation Todt tels que les hérissons tchèques, les tétraèdres antichars, les portes belges.

## Installation et efficacité
Également connues en allemand sous le nom de Holzpfähle en français : « pieux en bois » ou Hemmbalken en français : « poutres en bois », ces défenses furent érigées au début de 1944 lorsque le maréchal Rommel, qui avait été nommé quelques mois plus tôt inspecteur des défenses de l'Ouest, conçut ce dispositif — que lui-même avait nommé Luftlandehindernis (« obstacle d'atterrissage ») — pour renforcer les défenses côtières du mur de l'Atlantique. Leur effet sur le débarquement de Normandie s'avéra négligeable, en comparaison par exemple aux inondations de champs provoquées par les Allemands afin d'empêcher les parachutages et où de nombreux soldats alliés moururent noyés.  
Certains habitants rechignaient à aider l'occupant allemand pour l'installation de ces pieux malgré les réquisitions et les menaces, comme par exemple sur la presqu'île de Crozon. Certains Résistants les raccourcissaient afin qu'ils deviennent inopérants.  

## Autre acception, forme et utilisation
Le terme de Rommelspargel fait spécifiquement référence aux pieux de bois utilisés contre une éventuelle invasion aérienne mais il arrive aussi qu'il soit employé pour décrire les pieux de bois (plus petits) dressés sur les plages dans le but de gêner les péniches de débarquement. En effet, ces pieux devenaient invisibles à marée haute et étaient alors susceptibles d'endommager la coque de ces embarcations ou de considérablement gêner leur navigation. Ils étaient parfois pointus, parfois surmontés de mine anti-char ou d'obus.

« Le travail consiste à installer des obstacles sur les plages, des grands pieux dressés. Et ça ne traîne pas ! Avec le jet d'eau à haute pression d'une sorte de grosse lance à incendie, deux ouvriers allemands creusent des trous cylindriques dans le sable, et nous, les requis français, devons y planter les grands pieux en bois qu'on appelle "asperges de Rommel" »

— Achille Le Naourès, ouvrier de Cléder, requis du STO en 1944,  témoignage au musée Mémoires 39-45 à Plougonvelin

## Aujourd'hui
Des pieux de plage, sous leurs différentes formes, réapparaissent au fur et à mesure de l'érosion et ceci même si certains avaient été coupés après guerre. Ce phénomène est visible sur toutes les côtes françaises où étaient présentes des asperges,,. Parfois, des mines doivent être aussi enlevées.